# Manigri (Benin)
Manigri ist ein Arrondissement im Departement Donga in Benin. Es ist eine Verwaltungseinheit, die der Gerichtsbarkeit der Kommune Bassila untersteht. Gemäß der Volkszählung von 2013 hatte Manigri 26.409 Einwohner, davon waren 13.038 männlich und 13.371 weiblich.
In nordwestlicher Richtung ist Bassila nicht allzu weit entfernt, wo Anschluss an Fernstraße RNIE3 besteht.

## Persönlichkeiten
- Moufoutaou Adou (* 1991), Fußballspieler
- Nicolas Okioh (1932–2001), Bischof